# Championnats d'Europe de BMX 2023
Navigation
Édition précédente Édition suivante
Les championnats d'Europe de BMX 2023 ont lieu du 7 au 9 juillet 2023 à Besançon en France.

## Podiums
| Épreuves                     | Or                                                   | Argent                                           | Bronze                                                  |
| ---------------------------- | ---------------------------------------------------- | ------------------------------------------------ | ------------------------------------------------------- |
| Épreuves masculines          |                                                      |                                                  |                                                         |
| Élites                       | Niek Kimmann                                         | Jérémy Rencurel                                  | Romain Racine                                           |
| Moins de 23 ans              | Mathis Jacquet                                       | Filib Steiner                                    | Matéo Colsenet                                          |
| Juniors                      | Edgars Langmanis                                     | Mika Lang                                        | Baptiste Jupille                                        |
| Contre-la-montre par équipes | Pays-Bas Niek Kimmann Jay Schippers Jaymio Brink     | France Léo Garoyan Corentin Dubois Romain Racine | Suisse Cédric Butti Loris Aeberhard Filib Steiner       |
| Épreuves féminines           |                                                      |                                                  |                                                         |
| Élites                       | Zoé Claessens                                        | Malene Kejlstrup Sørensen                        | Merel Smulders                                          |
| Moins de 23 ans              | Nadine Aeberhard                                     | Tessa Martinez                                   | Michelle Wissing                                        |
| Juniors                      | Laura Mougey                                         | Veronika Stūriška                                | Betsy Bax                                               |
| Contre-la-montre par équipes | Suisse Zoé Claessens Thalya Burford Nadine Aeberhard | France Léa Brindjonc Tessa Martinez Zoé Hapka    | Pays-Bas Merel Smulders Manon Veenstra Michelle Wissing |

## Tableau des médailles
| Rang  | Nation          | Or | Argent | Bronze | Total |
| ----- | --------------- | -- | ------ | ------ | ----- |
| 1     | Suisse          | 3  | 1      | 1      | 5     |
| 2     | France          | 2  | 4      | 3      | 9     |
| 3     | Pays-Bas        | 2  | 1      | 3      | 6     |
| 4     | Lettonie        | 1  | 1      | 0      | 2     |
| 5     | Danemark        | 0  | 1      | 0      | 1     |
| 6     | Grande-Bretagne | 0  | 0      | 1      | 1     |
| Total | Total           | 8  | 8      | 8      | 24    |